# Андроньевская набережная

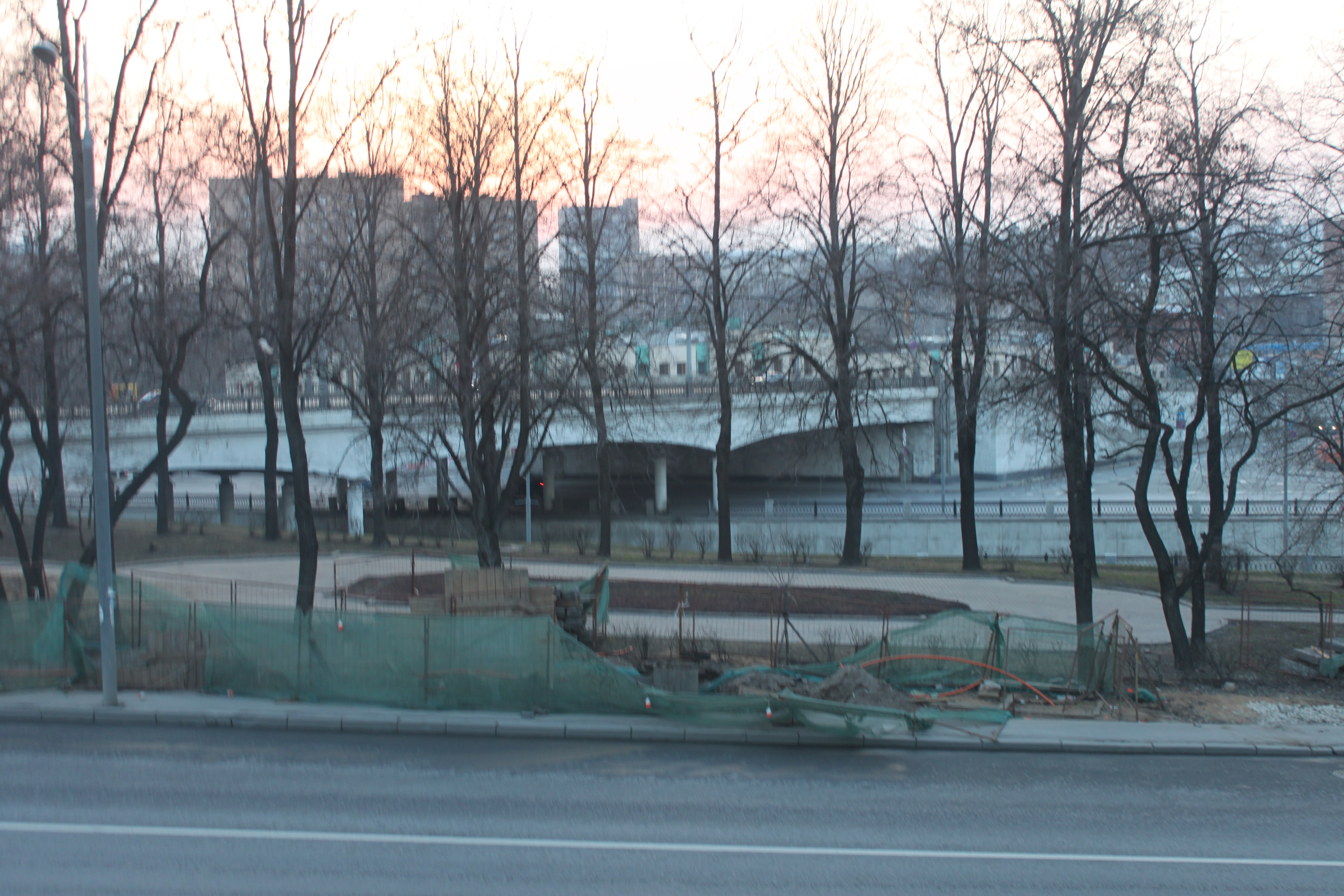
Костомаровский мост

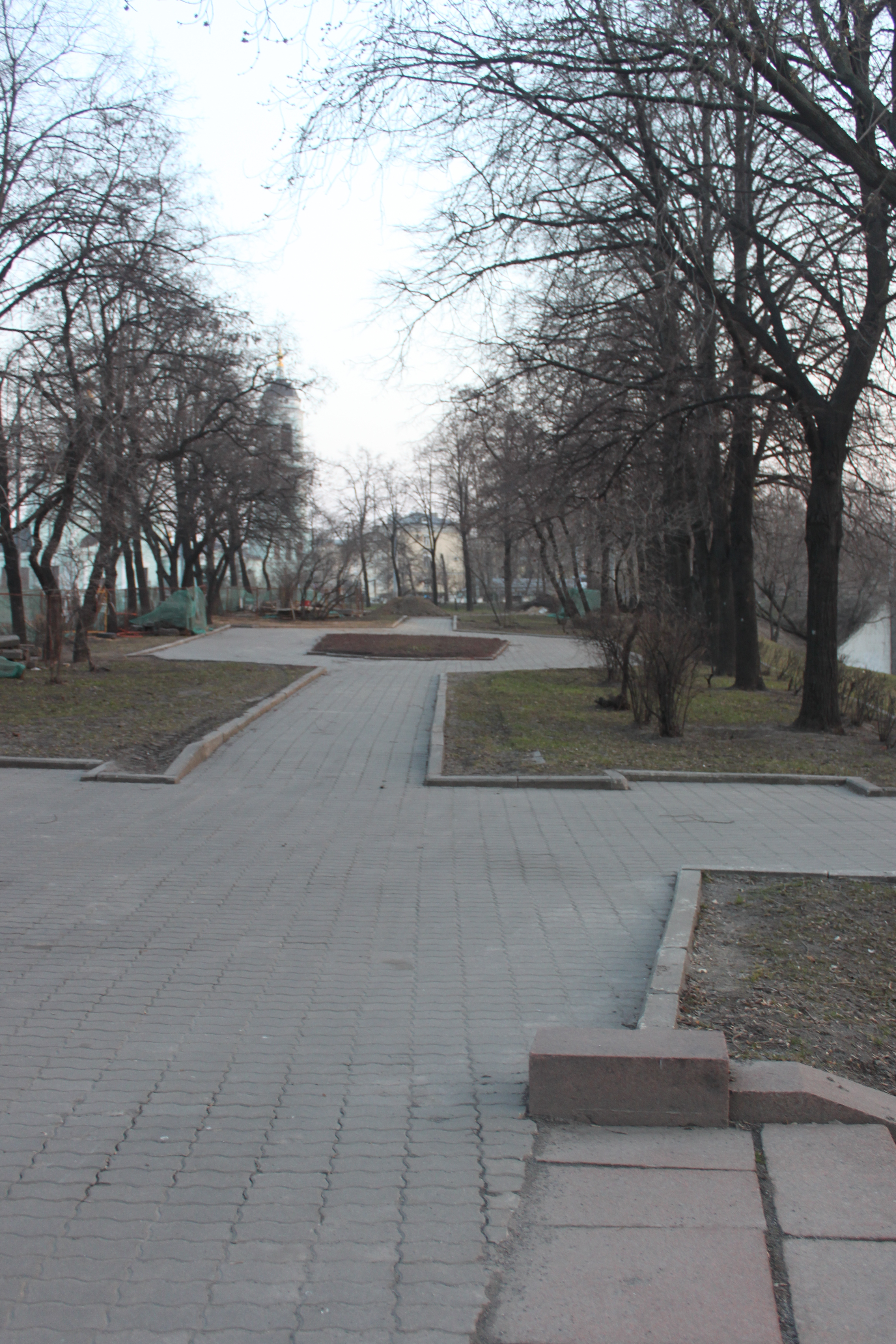
Бульвар

Андро́ньевская на́бережная — набережная в Центральном административном округе города Москвы на территории Таганского района. Пролегает от Костомаровского моста до железнодорожной линии по левому берегу Яузы, между Николоямской и Золоторожской набережными.

## Происхождение названия
Набережная получила название в 1914 году по Андроникову монастырю (по другим данным — в 1925 году).

## Здания и сооружения
По нечётной стороне:
По чётной стороне: